# أورديريك فيتاليس
أورديريك فيتاليس (بالفرنسية: Orderic Vital) (أورديريكوس) (1075-1142 تقريبًا) مؤرخ إنجليزي من أصول نورمانية والذي كتب واحدة من أهم السجلات المعاصرة للنورمانديين في القرنين الحادي عشر والثاني عشر في إنجلترا والنورماندي. يدعوه كاتب سيرة هنري الأول ملك إنجلترا الحديث وارن هوليستر بأنه «قدوة صادقة وأمينة لتاريخ عصره».

## روابط خارجية
- أورديريك فيتاليس على موقع الموسوعة البريطانية (الإنجليزية)